# Temporada de tifones del Pacífico de 1980
La temporada de tifones del Pacífico de 1980 fue la temporada menos activa, con solo veinticuatro tormentas tropicales, quince tifones y solo dos súper tifones. Fue un evento en el cual ciclones tropicales se formaron en el océano Pacífico noroccidental. La temporada estuvo activa durante 1980, con mayor incidencia entre mayo y octubre. El enfoque de este artículo está limitado para el océano Pacífico al norte del ecuador entre el meridiano 100° este y el meridiano 180°. La primera tormenta nombrada de la temporada, Carmen, se desarrolló el 5 de abril, mientras que la última tormenta nombrada de la temporada, tormenta tropical Ed, se disipó el 21 de diciembre.
Dentro del océano Pacífico noroccidental, hay dos agencias quienes de forma separada asignan nombres a los ciclones tropicales de los cuales resultan en un ciclón con dos nombres. La Agencia Meteorológica de Japón nombra un ciclón tropical en el que se basarían en la velocidad de vientos sostenidos en 10 minutos de al menos 65 km/h, en cualquier área de la cuenca. Mientras que el Servicio de Administración Atmosférica, Geofísica y Astronómica de Filipinas (PAGASA) asigna nombres a los ciclones tropicales los cuales se mueven dentro o forma de una depresión tropical en el área de responsabilidad localizados entre 135° E y 115° E y también entre 5°-25° N, sí el ciclón haya tenido un nombre asignado por la Agencia Meteorológica de Japón. Las depresiones tropicales, que son monitoreadas por el Centro Conjunto de Advertencia de Tifones de Estados Unidos, son numerados agregándoles el sufijo "W".

## Ciclones tropicales

### Tormenta tropical severa Carmen
El 4 de abril, se formó una depresión tropical justo al este de la línea internacional de cambio de fecha. En ese momento, el Centro Conjunto de Advertencia de Tifones (JTWC) la designó depresión tropical 02W. A medida que se movía hacia el noroeste, se fortaleció y se convirtió en tormenta tropical justo antes de cruzar la línea de cambio de fecha, momento en el que el Centro Conjunto de Advertencia de Tifones (JTWC) la bautizó como tormenta Carmen. Después de alcanzar vientos máximos sostenidos de 70 mph (110 km/h) el 6 de abril, Carmen giró hacia el noreste y cruzó nuevamente la línea de cambio de fecha, ingresando al Pacífico central el 7 de abril. Posteriormente, el Centro Conjunto de Advertencia de Tifones (JTWC) cedió la responsabilidad al Centro de Huracanes del Pacífico Central (CPHC). Carmen perdió su movimiento inicial y se estancó en la zona, debilitándose finalmente hasta convertirse en depresión tropical el 8 de abril. La depresión se disipó al día siguiente y el área de baja presión remanente regresó al Pacífico occidental.

## Nombres de los ciclones tropicales
Durante la temporada, se formaron 24 ciclones tropicales en el Pacífico occidental, a los que el Centro Conjunto de Advertencia de Tifones (JTWC) les dio nombre cuando se determinó que se habían convertido en tormentas tropicales. Estos nombres se incorporaron a una lista revisada que comenzó a elaborarse en 1979.
| Carmen | Dom   | Ellen | Forrest | Georgia | Herbert | Ida   | Joe  | Kim   | Lex  | Marge | Norris |
| Orchid | Percy | Ruth  | Sperry  | Thelma  | Vernon  | Wynne | Alex | Betty | Cary | Dinah | Ed     |

### Filipinas
La Administración de Servicios Atmosféricos, Geofísicos y Astronómicos de Filipinas utiliza su propio sistema de nombres para los ciclones tropicales en su área de responsabilidad. PAGASA asigna nombres a las depresiones tropicales que se forman dentro de su área de responsabilidad y a cualquier ciclón tropical que pueda desplazarse a su área de responsabilidad. Si la lista de nombres para un año determinado resulta insuficiente, los nombres se toman de una lista auxiliar, de las cuales los primeros 6 se publican cada año antes de que comience la temporada. Los nombres que no se retiren de esta lista se volverán a utilizar en la temporada de 1984. Esta es la misma lista utilizada para la temporada de 1976, con la excepción de Ditang, que reemplazó a Didang. PAGASA utiliza su propio sistema de nombres que comienza con el alfabeto filipino, con nombres de mujeres filipinas que terminan con "ng" (A, B, K, D, etc.). Los nombres que no se asignaron o que se van a utilizar están marcados en gris.
| Asiang             | Biring   | Konsing | Ditang | Edeng            | Gloring            | Huaning | Isang  |
| Lusing             | Maring   | Nitang  | Osang  | Paring           | Reming             | Seniang | Toyang |
| Unsang             | Welpring | Yoning  |        |                  |                    |         |        |
| Nombres auxiliares |          |         |        |                  |                    |         |        |
| Aring              | Basiang  | Kayang  | Dorang | Eneng (sin usar) | Grasing (sin usar) |         |        |